# Черна гъска
Черната гъска (Branta bernicla) е средно голяма птица от семейство Патицови (Anatidae), разред Гъскоподобни (Anseriformes). Тежи между 1 и 2,2 кг. Дължина на тялото 60 cm, размах на крилете около 115 cm. Няма изразен полов диморфизъм.

## Разпространение
Разпространена е в Азия, Европа и Северна Америка. Среща се и в България.

## Начин на живот и хранене
Приема предимно растителна храна, трева.

## Размножаване
Моногамна птица. Гнездото си прави на земята. Снася 1-10, но най-често 2-5 бледо кремави, жълтеникави или зеленикави яйца, които имат размери 75 х 47 mm. Мъти само женската в продължение на 22-28 дни, мъжкият през това време се държи в близост до нея. Малките се излюпват достатъчно развити за да могат да се придвижват и хранят самостоятелно. Годишно отглежда едно люпило.

## Допълнителни сведения
В България е защитен вид.